# Anthony Coughlan
Anthony Coughlan – profesor, emerytowany wykładowca w Katedrze Polityki Społecznej w Kolegium Trójcy w Dublinie.
Dyrektor The National Platform EU Research and Information Centre oraz przewodniczący Fundacji na rzecz Demokracji w UE.
Sprzeciwiał się włączeniu Irlandii do wspólnego rynku i rozszerzaniu kompetencji Unii Europejskiej.
Twierdzi, że po implementacji zapisów z Lizbony do wspólnotowego prawa Unia będzie funkcjonowała jak państwo.